# Appannamento

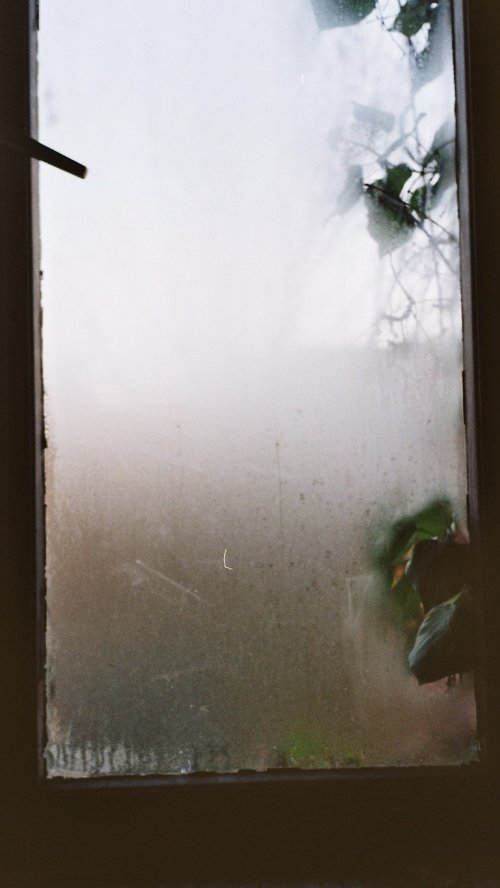
Appannamento di un vetro

L'appannamento è causato dalla condensazione del vapore acqueo su una superficie fredda in rapporto alle condizioni umide dell'ambiente.
Il fenomeno è molto frequente sulla superficie dei vetri di una stanza da bagno dopo una doccia calda o sui vetri interni delle finestre in inverno.

## Formazione
La pressione di vapore saturo dipende dalla temperatura. L'aria calda può contenere più vapore acqueo dell'aria fredda. L'aria satura di vapore si raffredda a contatto con superfici fredde e la pressione parziale dell'acqua supera la pressione di vapore saturo. Una parte dell'acqua si condensa allora in goccioline che si depositano sulla superficie del vetro.

## Fiori di ghiaccio
Se la temperatura delle superfici su cui si forma l'appanamento è inferiore a 0 °C si possono formare i cosiddetti fiori di ghiaccio, strutture cristalline che prendono spesso una forma simile a una foglia di felce.